# Estação Okhotnyi Riad
Okhotnyi Riad (em russo:  Охо́тный ряд) é uma das estações da linha Socolhnitcheskaia (Linha 1) do Metro de Moscovo, na Rússia. Estação «Okhotnyi Riad» está localizada entre as estações «Biblioteca imeni Lenina» e «Lubianka».